# Bruno Baer
Bruno Baer ist ein finnischer Schauspieler.

## Biografie
Baer besuchte die Kallion lukio. Außerdem ist seine Schwester Rebekka Baer ebenfalls Schauspielerin. Sein Debüt gab er 2020 in dem Film Eden. Anschließend trat er 2021 in der Serie Karkurit auf. 2022 bekam Baer in der Serie Mieheni vaimo eine Hauptrolle.
Im selben Jahr wurde er für den Film Girls Girls Girls gecastet. Anschließend war er in Paratiisi zu sehen. 2023 spielte er in Light Light Light mit.

## Filmografie
Filme
- 2020: Eden
- 2022: Girls Girls Girls
- 2023: Light Light Light (Valoa valoa valoa)

Serien
- 2021: Karkurit
- 2022: Mieheni vaimo
- 2022: Paratiisi